# André Pottier
André Pierre Pottier (Moret-sur-Loing, 29 settembre 1882 – Châtres-sur-Cher, 29 luglio 1976) è stato un ciclista su strada francese, professionista dal 1907 al 1910.
Ottenne un solo successo nella Parigi-Honfleur, mentre fra i suoi piazzamenti vi furono il secondo posto alla Parigi-Tours nel 1907 e il terzo alla Milano-Sanremo nel 1908
Anche i fratelli Charles Louis Antoine, Léon Charles e René Pottier furono ciclisti, ma solo René passò professionista e raccolse successi.

## Palmarès
- 1907

Paris-Honfleur

## Piazzamenti

### Grandi Giri
- Tour de France

1908: 17º

### Classiche monumento
- Milano-Sanremo

1908: 3º
1909: 13º
- Parigi-Roubaix

1908: 7º